# Премилкуоре
Премилкуо̀ре (на италиански: Premilcuore, на местен диалект Premaicur, Премайкур) е село и община в северна Италия, провинция Форли-Чезена, регион Емилия-Романя. Разположено е на 459 m надморска височина. Населението на общината е 801 души (към 2012 г.).

## История
До 1923 г. общината е част на провинция Флоренция, регион Тоскана. Тя се намира в историческата област, наречена Тосканска Романя (на италиански: Romagna Toscana). В тази година общината участва в провинция Ферара.